# زولتان فارغا (لاعب كرة قدم مجري)
زولتان فارغا (بالمجرية: Varga Zoltán)‏ هو لاعب كرة قدم مجري في مركز الوسط، ولد في 2 مارس 1983 في بودابست في المجر. لعب مع غيور تورنا أوزتالي ونادي دبرتسني ونادي فيرينتسفاروشي.